# Енді Андерсон
Енді Андерсон (англ. Andy Anderson; 30 січня 1951 — 26 лютого 2019) — британський барабанщик, відомий по своїй нетривалій роботі з гуртом The Cure.

## Біографія
Андерсон працював над альбомом Sphynx Ніка Тернера з гурту Hawkwind в 1978 році. Він грав зі Стівом Хілліджем на двох його альбомах, Live Herald і Open. Андерсон недовгий час був учасником Hawkwind в 1983 році, але не записувався з ними. Його перебування в гуртові було перервано, коли він грав з The Glove на їх єдиному альбомі Blue Sunshine.
В 1983 році після спільної роботи в The Glove Роберт Сміт завербував його до The Cure, в той час як тодішній барабанщик Лоуренс Толхерст перейшов на клавішні. Енді брав участь у записі альбомів Japanese Whispers, The Top і Concert. Андерсон був єдиним учасником The Cure африканського походження.
Енді був звільнений з гурту 17 жовтня 1984 року після бійки з охоронцями в Nakano Sun Hall, Токіо під час Top Tour. Він був замінений Борисом Вільямсом. З тих пір він записував музику для рекламних роликів і співпрацював з іншими виконавцями. В інтерв'ю Лол Толхерст сказав, що Андерсон страждав гіпоглікемією, що могло викликати його дивну поведінку.

## Дискографія
The Cure
- Japanese Whispers (1983)
- The Top (1984)
- Concert (1984)
- The Cure Live in Japan (1984) VHS
- Standing on a Beach (1986)
- Greatest Hits (2001)

The Glove
- Blue Sunshine (1983)